# Маккуин, Стив (режиссёр)
Это статья о режиссёре, об актёре см. Маккуин, Стив
Сэр Сти́вен Ро́дни (Стив) Маккуи́н (англ. Steven Rodney «Steve» McQueen; род. 9 октября 1969, Лондон) — британский кинорежиссёр и сценарист, призёр мировых кинофестивалей, в том числе Каннского и Венецианского. На ранней стадии своей карьеры снискал известность в качестве художника.
Постановщик семи короткометражных и пяти полнометражных картин — «Голод» (2008), «Стыд» (2011), «12 лет рабства» (2013), «Вдовы» (2018) и «Блиц» (2024). Обладатель награды Британской киноакадемии BAFTA и премии Тёрнера, командор ордена Британской империи за заслуги в области изобразительного искусства. Был удостоен большого числа наград за постановку и продюсирование исторической драмы «12 лет рабства», в том числе премии «Оскар».

## Биография
Родился в Лондоне 9 октября 1969 года в семье иммигрантов из Гренады. Рос на западе города, в районе Илинг, где обучался в средней школе Дрэйтон Мэнор.
Окончил колледж искусства и дизайна в Челси и колледж Голдсмитс, где впервые проявил интерес к кинематографу. В начале 1990-х поступил в нью-йоркскую школу искусств Тиш, но вскоре ушёл из неё, позже объяснив это тем, что находил обучение в ней слишком удушающим: «Тебе бы никогда не позволили подбросить камеру в воздух» — говорил он.
Первую короткометражную работу снял в 1993 году под названием «Медведь». Как и ещё несколько последующих фильмов Маккуина, эта была чёрно-белой и немой. После «Медведя» Маккуин поставил «Пять лёгких пьес» (аллюзия к одноимённой классической ленте с Джеком Николсоном в главной роли), «Прямо над моей головой» и «Бесстрастное лицо». Последняя картина (своеобразная дань уважения легендарному Бастеру Китону) принесла режиссёру в 1999 году престижнейшую премию Тёрнера, которую ему присудило жюри во главе с сэром Николасом Серотой, директором прославленных лондонских музеев Тейт.
После триумфа в родном Лондоне Маккуин назвал основные источники вдохновения для своих проектов: французская новая волна и режиссёрские работы Энди Уорхола. Переехав в Амстердам, Маккуин продолжил заниматься любимым делом. В 2007 году, в разгар войны в Ираке, художник презентовал свою едва ли не самую грандиозную работу — «Королева и отчизна», посвящённую памяти британских солдат, погибших на фронте.
Годом спустя поставил первый полнометражный кинофильм — драму «Голод», излагающую события печально известной ирландской голодовки 1981 года. Главную роль исполнил Майкл Фассбендер, позже снимавшийся в каждом проекте режиссёра. Дебют Маккуина был высоко оценён мировыми кинокритиками и принёс создателю, помимо прочих, приз Каннского кинофестиваля «Золотая камера» и премию BAFTA в номинации «Самый перспективный новичок».
В 2009 году представил родную страну на очередной Венецианской биеннале. В 2011 году вернулся в режиссёрское кресло, сняв эротическую драму «Стыд» вновь с Фассбендером в главной роли. Картина наделала гораздо больше шуму, нежели «Голод», что не помешало Маккуину удостоиться трёх призов Венецианского кинофестиваля и номинаций на премии «Независимый дух» и BAFTA. В том же году постановщику был пожалован орден Британской империи в степени «Командор» за свои заслуги в области изобразительного искусства.
В сентябре 2013 года с успехом состоялась премьера третьей режиссёрской работы Маккуина — исторической драмы «12 лет рабства», собравшей по всему миру огромное количество наград и принёсшей своему постановщику премию «Оскар» за её продюсирование.
В апреле 2014 года был признан одним из 100 самых влиятельных людей в мире по версии журнала Time. Одобрительную речь о Маккуине написала для журнала обладательница «Оскара» за роль в «12 годах рабства» Лупита Нионго, озаглавив её «Страстный рассказчик».

### Личная жизнь
- «Ноль по поведению»

Маккуин проживает в Амстердаме со своей женой, критиком Бьянкой Стигтер. У супругов есть двое детей: дочь Алекс (род. 1998) и сын Декстер (род. 2009).

## Фильмография
- 1993 — «Медведь» (короткометражный) — режиссёр, продюсер, автор сценария
- 1995 — «Пять лёгких пьес» (короткометражный) — режиссёр, продюсер, автор сценария
- 1996 — «Прямо над моей головой» (короткометражный) — режиссёр, продюсер, автор сценария
- 1996 — «Сцена» (короткометражный) — режиссёр, продюсер, автор сценария
- 1997 — «Исход» (короткометражный) — режиссёр, продюсер, автор сценария
- 1997 — «Бесстрастное лицо» (короткометражный) — режиссёр, продюсер, автор сценария
- 1997 — «Барабанная дробь» (короткометражный) — режиссёр, продюсер, автор сценария
- 2008 — «Голод» — режиссёр, автор сценария
- 2009 — «Сады» (короткометражный) — режиссёр, продюсер, автор сценария
- 2009 — «Неподвижность» (короткометражный) — режиссёр, продюсер, автор сценария
- 2011 — «Стыд» — режиссёр, автор сценария
- 2013 — «12 лет рабства» — режиссёр, продюсер
- 2018 — «Вдовы» — режиссёр, продюсер, автор сценария
- 2020 — «Голос перемен» (мини-сериал) — режиссёр, продюсер, автор сценария
- TBA — «Блиц» — режиссёр, продюсер, автор сценария

## Награды
| Год  | Название            | Награда                                                       | Категория                                               | Результат                                     |
| ---- | ------------------- | ------------------------------------------------------------- | ------------------------------------------------------- | --------------------------------------------- |
| 1999 | «Бесстрастное лицо» | Премия Тёрнера                                                |                                                         | Победа                                        |
| 2008 | «Голод»             | Венецианский кинофестиваль                                    | Приз Гуччи                                              | Победа                                        |
| 2008 | «Голод»             | Кинофестиваль в Торонто                                       | «Открытие»                                              | Победа                                        |
| 2008 | «Голод»             | Кинофестиваль в Таллине                                       | Гран-при                                                | Победа                                        |
| 2008 | «Голод»             | Кинофестиваль в Сиднее                                        | Главный приз за лучший фильм                            | Победа                                        |
| 2008 | «Голод»             | Международный кинофестиваль в Стокгольме                      | «Лучший режиссёрский дебют»                             | Победа                                        |
| 2008 | «Голод»             | Международный кинофестиваль в Стокгольме                      | «Бронзовая лошадь» за лучший фильм                      | Номинация                                     |
| 2008 | «Голод»             | Ассоциация кинокритиков Лос-Анджелеса                         | «Новое поколение»                                       | Победа                                        |
| 2008 | «Голод»             | Международный кинофестиваль в Любляне                         | «Зимородок» за лучший дебют                             | Победа                                        |
| 2008 | «Голод»             | Иерусалимский международный кинофестиваль                     | «Дух свободы» за лучший фильм                           | Победа                                        |
| 2008 | «Голод»             | Гентский международный кинофестиваль                          | Приз жюри за лучший дебют                               | Победа                                        |
| 2008 | «Голод»             | Международный кинофестиваль в Женеве                          | Приз жюри за лучший дебют                               | Победа                                        |
| 2008 | «Голод»             | Премия Европейской киноакадемии                               | «Лучший режиссёр»                                       | Номинация                                     |
| 2008 | «Голод»             | Премия Европейской киноакадемии                               | «Европейское открытие года»                             | Победа                                        |
| 2008 | «Голод»             | Кинофестиваль в Динаре                                        | Приз за лучший фильм                                    | Победа                                        |
| 2008 | «Голод»             | Международный кинофестиваль в Чикаго                          | «Золотой Хьюго» за лучший фильм                         | Победа                                        |
| 2008 | «Голод»             | Ассоциация кинокритиков Чикаго                                | «Самый перспективный новичок»                           | Номинация                                     |
| 2008 | «Голод»             | Каннский кинофестиваль                                        | «Золотая камера» за лучший дебют                        | Победа                                        |
| 2008 | «Голод»             | Премия британского независимого кино                          | «Лучший режиссёр»                                       | Номинация                                     |
| 2008 | «Голод»             | Премия британского независимого кино                          | «Лучший сценарий»                                       | Номинация                                     |
| 2008 | «Голод»             | Премия британского независимого кино                          | Приз Дугласа Хикокса за лучший дебют                    | Победа                                        |
| 2009 | «Голод»             | Премия Гильдии сценаристов Великобритании                     | «Лучший сценарий»                                       | Победа                                        |
| 2009 | «Голод»             | Круг кинокритиков Нью-Йорка                                   | «Лучший дебют»                                          | Победа                                        |
| 2009 | «Голод»             | Круг кинокритиков Лондона                                     | «Лучший британский режиссёр года»                       | Номинация                                     |
| 2009 | «Голод»             | Круг кинокритиков Лондона                                     | «Прорыв»                                                | Победа                                        |
| 2009 | «Голод»             | «Независимый дух»                                             | «Лучший иностранный фильм»                              | Номинация                                     |
| 2009 | «Голод»             | Международный кинофестиваль в Маниле                          | Приз Лино Брокки за лучший фильм                        | Победа                                        |
| 2009 | «Голод»             | Международный кинофестиваль независимого кино в Буэнос-Айресе | «Лучший фильм»                                          | Номинация                                     |
| 2009 | «Голод»             | BAFTA                                                         | «Лучший британский фильм»                               | Номинация                                     |
| 2009 | «Голод»             | BAFTA                                                         | Приз Карла Формана самому перспективному новичку        | Победа                                        |
| 2010 | «Голод»             | Ассоциация кинокритиков Торонто                               | «Лучший режиссёр»                                       | Номинация                                     |
| 2010 | «Голод»             | Ассоциация кинокритиков Торонто                               | «Лучший дебют»                                          | Победа                                        |
| 2011 | «Стыд»              | Венецианский кинофестиваль                                    | Приз молодого кинематографа за лучший фильм             | Победа                                        |
| 2011 | «Стыд»              | Венецианский кинофестиваль                                    | Приз ФИПРЕССИ за лучший фильм                           | Победа                                        |
| 2011 | «Стыд»              | Венецианский кинофестиваль                                    | Приз CinemAvvenire за лучший фильм                      | Победа                                        |
| 2011 | «Стыд»              | Венецианский кинофестиваль                                    | «Золотой лев»                                           | Номинация                                     |
| 2011 | «Стыд»              | Международный кинофестиваль в Стокгольме                      | «Бронзовая лошадь» за лучший фильм                      | Номинация                                     |
| 2011 | «Стыд»              | «Спутник»                                                     | «Лучший режиссёр»                                       | Номинация                                     |
| 2011 | «Стыд»              | «Спутник»                                                     | «Лучший оригинальный сценарий» (совместно с Эби Морган) | Номинация                                     |
| 2011 | «Стыд»              | Лондонский кинофестиваль                                      | «Лучший фильм»                                          | Номинация                                     |
| 2011 | «Стыд»              | Премия британского независимого кино                          | «Лучший режиссёр»                                       | Номинация                                     |
| 2011 | «Стыд»              | Премия британского независимого кино                          | «Лучший сценарий» (совместно с Эби Морган)              | Номинация                                     |
| 2012 | «Стыд»              | «Независимый дух»                                             | «Лучший международный фильм»                            | Номинация                                     |
| 2012 | «Стыд»              | Премия Европейской киноакадемии                               | «Лучший фильм»                                          | Номинация                                     |
| 2012 | «Стыд»              | Премия Европейской киноакадемии                               | «Лучший режиссёр»                                       | Номинация                                     |
| 2012 | «Стыд»              | Премия Европейской киноакадемии                               | «Выбор зрителей»                                        | Победа                                        |
| 2012 | «Стыд»              | Black Reel                                                    | «Лучший режиссёр»                                       | Победа                                        |
| 2012 | «Стыд»              | Black Reel                                                    | «Лучший сценарий» (совместно с Эби Морган)              | Победа                                        |
| 2012 | «Стыд»              | BAFTA                                                         | «Лучший британский фильм»                               | Номинация                                     |
| 2013 | «Стыд»              | «Робер»                                                       | «Лучший иностранный фильм»                              | Номинация                                     |
| 2013 | «Стыд»              | «Гойя»                                                        | «Лучший европейский фильм»                              | Номинация                                     |
| 2013 | «Стыд»              | «Бодил»                                                       | «Лучший иностранный фильм»                              | Номинация                                     |
| 2013 | «12 лет рабства»    | Голливудский кинофестиваль                                    | «Прорыв года»                                           | Победа                                        |
| 2013 | «12 лет рабства»    | Круг кинокритиков Нью-Йорка                                   | «Лучший режиссёр»                                       | Победа                                        |
| 2013 | «12 лет рабства»    | Ассоциация кинокритиков Бостона                               | «Лучший режиссёр»                                       | Победа                                        |
| 2013 | «12 лет рабства»    | Ассоциация онлайн-кинокритиков Бостона                        | «Лучший режиссёр»                                       | Победа                                        |
| 2013 | «12 лет рабства»    | Круг кинокритиков Канзаса                                     | «Лучший режиссёр»                                       | Победа (совместно с Альфонсо Куароном)        |
| 2013 | «12 лет рабства»    | Ассоциация кинокритиков Чикаго                                | «Лучший режиссёр»                                       | Победа                                        |
| 2013 | «12 лет рабства»    | Круг кинокритиков Флориды                                     | «Лучший режиссёр»                                       | Победа                                        |
| 2014 | «12 лет рабства»    | «Независимый дух»                                             | «Лучший фильм»                                          | Победа                                        |
| 2014 | «12 лет рабства»    | «Независимый дух»                                             | «Лучший режиссёр»                                       | Победа                                        |
| 2014 | «12 лет рабства»    | «Золотой глобус»                                              | «Лучший режиссёр»                                       | Номинация                                     |
| 2014 | «12 лет рабства»    | «Выбор критиков»                                              | «Лучший режиссёр»                                       | Номинация                                     |
| 2014 | «12 лет рабства»    | Премия Гильдии продюсеров США                                 | «Лучший фильм»                                          | Победа (совместно с продюсерами «Гравитации») |
| 2014 | «12 лет рабства»    | Премия Гильдии режиссёров США                                 | «Лучшая режиссёрская работа»                            | Номинация                                     |
| 2014 | «12 лет рабства»    | BAFTA                                                         | «Лучший фильм»                                          | Победа                                        |
| 2014 | «12 лет рабства»    | BAFTA                                                         | «Лучшая режиссёрская работа»                            | Номинация                                     |
| 2014 | «12 лет рабства»    | «Спутник»                                                     | «Лучшая режиссёрская работа»                            | Победа                                        |
| 2014 | «12 лет рабства»    | «Оскар»                                                       | «Лучший фильм»                                          | Победа                                        |
| 2014 | «12 лет рабства»    | «Оскар»                                                       | «Лучшая режиссёрская работа»                            | Номинация                                     |